# سيمب
سيمب (/sɪmp/ ) هو مصطلح عام على الإنترنت يصف شخصًا يبدي تعاطفًا واهتمامًا مفرطيْن تجاه شخصٍ آخر، أحيانًا سعيًا وراء علاقةٍ جنسيّة. يعرّف قاموس إيربن بأنه «شخصٌ يقوم بالكثير من الأعمال لشخص يحبّه». يتمّ تنفيذ هذا السُّلوك، المعروف باسم سيمبينق (بالإنجليزية: Simping)‏، من قبل كل من الرجال والنساء تجاه مجموعةٍ متنوّعةٍ من الأهداف من كلا الجنسين، بما في ذلك المشاهير، والسِّياسيِّين، وإي-جيرلز وإي-بويز. كان لهذا المصطلح استخدام متقطع حتى اكتسب قوة جذب على وسائل التواصل الاجتماعي في عام 2019.

## الأصول
المصطلح في الأصل هو اختصار لكلمة «Simpleton» والتي تعني «مغفل» أو «ساذج»، يتتبع قاموس اللغة الإنجليزية العامية وغير التقليدية استخدام مصطلح سميب إلى عام 1903. ظهر المصطلح في صحيفة نيويورك تايمز في وقت مبكر من عام 1923، عندما نشرت الصحيفة رسالة من ليليان هندرسون تنتقد أعضاء ناديين في أتلانتيك سيتي لعدم زواجهم:
هؤلاء السيمبز العزاب يخشون من المجازفة بسبب مشاركة أرباحهم مع الزوجة.
(بالإنجليزية: Those bachelor simps are afraid to take a chance and too tight to share their earnings with a wife.)‏
بدأت كلمة سيمب تحمل دلالة على أن شخصًا ما «ناعم» و«متعاطف للغاية» في الثمانينيات، عندما استخدمها مغنو الراب لهيب هوب الساحل الغربي مثل تو شورت وإي–40. في عام 1999، تم استخدام المصطلح في أغنية تناول بعض الشراب (بالإنجليزية: Sippin' on Some Syrup)‏ لفرقة ثلاثة 6 مافيا (بالإنجليزية: Three 6 Mafia)‏ ككلمة مضادة للقوادة.
ظهر تعريف سيمب في قاموس إيربن في عام 2005، واستمر استخدام الكلمة من قبل مغنو الراب في 2010، عندما تم تبنيها من قبل أعضاء المانوسفير، إنسل، وميغتاو ومنتدى إنترنت
أصبحت الكلمة شائعة على نطاق واسع على تيك توك في عام 2019، وسرعان ما أصبحت شائعة أيضًا على تويتش وتويتر. وفقًا لمؤشرات جوجل، تضاعف الاهتمام بالمصطلح بين أواخر عام 2018 وأواخر عام 2019.
تم استخدام هذه الكلمة من قبل بعض الفاندوم الذين يطلقون على أنفسهم اسم «سيمبز» للإشارة إلى شخصية مشهورة. وفقًا لصحيفة ذا ديلي دوت، فإن معظم هذه الاستخدامات للمصطلح يقصد بها السخرية، بينما تقول مجدلين تايلور في مجلة أم أيه أل أن المصطلح «يستخدم في الغالب على سبيل المزاح». كتب ناثان جرايسون في كوتاكو أنه «من الصعب العثور على فواصل في سلسلة النسب اللغوية للكلمة».

## الاستخدام المعاصر
في يوليو 2020، قال الحساب الرسمي لشركة آرتشي كومكس على تويتر إنه سيحظر بشكل دائم الأشخاص من قناته على يوتيوب بسبب التعليقات التي وصفت الشخصية الرئيسية للرسوم الهزلية، آرتشي اندروز، بأنها سيمب.
في أغسطس، استخدم السياسي الأسترالي بيل شورتن هذا المصطلح على التلفزيون الوطني، قائلاً في مقطع على قناة هيئة البث الأسترالية إن رئيس الوزراء سكوت موريسون يحتاج «للتأكد من أنه لا يبدو وكأنه مجرد شخص سميب بالنسبة لدونالد ترامب».
في سبتمبر، أنشأ مستخدمو ريديت تعهدًا يسمى «لا سيمب في سبتمبر» (بالإنجليزية: No Simp September)‏، على غرار (بالإنجليزية: No Nut November)‏ (الامتناع لمدة شهر عن ممارسة العادة السرية). تطلبت المشاركة في «لا سيمب في سبتمبر» طالب الناشرون الامتناع عن التصويت على صور النساء، ومشاهدة المواد الإباحية، و«إعطاء المال لعاملات الجنس عبر الإنترنت»، بما في ذلك إي-جيرلز. في أكتوبر، وصف ميكائيل تالين من موقع ذا ديلي دوت مستخدمي تويتر بأنهم «سيمبينق بشدة» إلى صور مسربة لهنتر بايدن.
في يناير 2021، نشرت مجلة فوغ تقريرًا عن حساب على إنستغرام «مُحب» لـ«سيمبس» يُعلنون عن تعاطفهم مع مرشح مجلس الشيوخ في جورجيا آنذاك جون أوسوف.

## الاستقبال
في حين أن المصطلح يشير في البداية إلى نوع معين من التملق، إلا أنه عند تحقيقه لشعبية واسعة، بدأ يُنظر إلى استخدامه على أنه إهانة عامة. في أبريل 2020، وصف مقال رأي في مجلة صحة الرجل استخدام المصطلح بأنه «فاسد جدًا»، والرجال الذين وصفوا الآخرين بمصطلح «المتسكعون»، قائلين، «إذا كنت قد مدحت امرأة، فأنت غالبًا سيمب».

### حظر التويتش
في مايو 2020، ذكرت صحيفة كوتاكو أن تويتش كان «يتخذ إجراءات صارمة» ضد استخدام كلمة «سيمب». بحلول ديسمبر 2020، وصفت ذا فيرج الكلمة بأنها «المفضلة في مجتمع التويتش».
أعلن تويتش في ديسمبر 2020 أنه سيتم اتخاذ إجراء إداري ضد حسابات اللافتات والمعلقين الذين استخدموا الكلمة، إلى جانب «إنسل» و«فيرجن»، قائلين إن هذه الكلمات كانت مسيئة؛ قالت مديرة العمليات في تويتش، سارة كليمنس، خلال بث مباشر لـ«تاون هول» أنه بينما يُسمح باستخدام الكلمات في ظل الظروف المعتمدة، فإن تويتش «ينكر بشكل استباقي» الإيموجيز المخصصة التي تتضمن هذه الكلمات. كان هذا الحظر جزءًا من توسيع أوسع لقائمة تويتش للمحتوى المحظور؛ كما أن السياسة، التي يمكن عرضها على موقع تويتش على الويب، تحظر أيضًا النشر الذي «يعبر عن الدونية» على أساس «أوجه القصور الأخلاقي». في وقت الإعلان، كان من المقرر أن تدخل السياسة حيز التنفيذ في 22 يناير 2021.
كان استقبال الإعلان والتغييرات المقترحة في السياسة سلبياً إلى حد كبير؛ كتب بريان رولي من ذا ديلي دوت أن تويتش «من المحتمل أن يكون لديه وقت طويل في فرض حظر 'سيمب'»، وقال جزمودو ساخرًا أن «السيمبس والعذارى الحقيقيين [ما زالوا] موضع ترحيب» على موقع البث. قال موقع سكرين رانت إن فرض حظر شامل على «سيمب» و«أنسل» و«فيرجن» يتناقض بشكل غير مواتٍ مع سياسة «السياق مطلوب» بشأن الإهانة العنصرية الأكثر هجومًا «زنجي». وفقًا لـآرس تكنيكا، كان لدى تويتش «تاريخ غير متسق في الاستجابة لتقارير السلوك الإشكالي». في مقابلات مع كوتاكو، وصف أحد الأشخاص التي تضررت قنواتهم من الحظر بسبب استخدامهم لهذا المصطلح بأنه حميد في الغالب – قال أحد الستريمر إنه يعد «مزاح في الغالب وفي بعض الحالات يكون إطراء». بينما أقر ستريمر آخر، مع اعترافه بأن الكلمة كانت تستخدم أحيانًا لوصف السلوك «الغريب نوعًا ما»، قال إن استخدامه لمصطلح «سيمب» كان «في الأساس مجرد مزحة داخل مجتمعي».

## اسماء مماثلة
قد يتم إطلاق اصطلاحات بديلة عن هذا الوصف، وبالطبع فإن كل منها ذو معنى مُختلف لكن قد يشترك معه في بعض الاوصاف. ومن أمثلتها النسونجي او النسواني او النيسواني او زير النساء.